# Wunsiedel (huyện)
Wunsiedel im Fichtelgebirge (giản lược Wunsiedel i. Fichtelgebirge) là một huyện (Landkreis) về phía Đông bắc bang Bayern, Đức. Các huyện giáp ranh là (từ phía nam theo chiều kim đồng hồ) Tirschenreuth, Bayreuth, Hof, về phía tây giáp vùng Karlovy Vary của Cộng hòa Séc.

## Địa lý
Huyện này tọa lạc ở vùng núi Fichtelgebirge, với đỉnh cao nhất là 1051 m ở Schneeberg. Sông Ohře (tiếng Đức: Eger) bắt nguồn từ huyện này.

## Lịch sử
Trong cuộc cải cách năm 1972, huyện này đã được sáp nhập vào các thành phố trước đó không thuộc huyện Marktredwitz và Selb, cũng như một số khu vực của huyện bị giải thể Rehau.

## Xã và đô thị
| Thị trấn | Phố thị                                   | Xã                                                                                |
| --- | ----------------------------------------- | --------------------------------------------------------------------------------- |
| 1. Arzberg 2. Hohenberg an der Eger 3. Kirchenlamitz 4. Marktleuthen 5. Marktredwitz 6. Schönwald 7. Selb 8. Weißenstadt 9. Wunsiedel im Fichtelgebirge | 1. Schirnding 2. Thiersheim 3. Thierstein | 1. Bad Alexandersbad 2. Höchstädt im Fichtelgebirge 3. Nagel 4. Röslau 5. Tröstau |